# Кульвинский, Павел Васильевич
Павел Васильевич Кульвинский (15 декабря 1903 — 06.05.1979) — советский военный деятель, генерал-майор (14 октября 1943 года).

## Начальная биография
Родился 15 декабря 1903 года в городе Вытегра Вытегорского уезда Олонецкой губернии (ныне административный центр Вытегорского района Вологодской области). Русский. Образование. Окончил Пехотные курсы (1923), ВАММ (1937), ВАГШ (1941) Член ВКП(б) с 1928 г.
До 1920 г. работал в Вытегре на почте, затем его направили на работу в Петроград.

## Военная служба
Служба в Красной армии. С 1923 года. В 1937 г. окончил ВАММ (1937), Военную академию механизации и моторизации РККА им. И. В. Сталина. Участник войны с белофиннами в Карелии. Польский поход (1939). С марта 1939 по октябрь 1940 года — начальник 1-го отдела АБТВ Московского военного округа.
С 4 сентября 1940 по 29 августа 1941 года — слушатель Академии Генерального штаба РККА им. К. Е. Ворошилова.

### Великая Отечественная война
С 1941 года был назначен на должность начальника штаба 4-й танковой бригады, сражавшейся под Мценском и на Волоколамском направлении. Бригада под командованием полковника Катукова нанесла серьёзное поражение одному из лучших танкистов противника генералу Хайнцу Гудериану в октябре 1941 года. Вскоре бригада отличилась в оборонительном этапе битвы за Москву. Позже Кульвинский П. В. участвовал в защите Москвы, в Курской битве, форсировании Днепра.
С 17 сентября 1941 по март 1942 года — подполковник, начальник штаба 4-й (с 11 ноября 1941 года — 1-й гвардейской) танковой бригады.
На август 1942 года — начальник Оперативного отдела ГАБТУ.
На январь 1943 года — начальник Оперативного отдела штаба БТ и МВ.
С апреля 1943 по май 1944 года — начальник штаба 9-го механизированного корпуса.
С 1944 года — начальник 2-го отдела УВУЗ ГУФиБП БТМВ. В конце войны работал в оперативном отделе бронетанковых войск.
Окончил Академию Генштаба Советской Армии и защитил диссертацию Кульвинский ушёл на преподавательскую работу, стал готовить кадры офицеров-танкистов для нашей армии.

### Воинские звания
- майор (04.11.1938),
- подполковник, полковник (28.02.1942),
- генерал-майор т/в (Постановление СМ № 1090 от 31.05.1954).

### Послевоенная карьера
В 1961 году вышел в отставку (по болезни). Умер 6 мая 1979 года. Похоронен в Москве на Хованском центральном кладбище.

## Награды
- Орден Ленина (20.06.1949)[1]
- три ордена Красного Знамени (11.01.1942[2], 21.02.1945, 03.11.1953)
- Орден Кутузова II степени (31.01.1944)
- орден Отечественной войны I степени (14.11.1943)[2]
- Медали: «За оборону Москвы» (01.05.1944)[3], «За победу над Германией в ВОВ 1941—1945 гг.» (09.05.1945), «В память 800-летия Москвы» (1947), «30 лет Советской Армии и Флота» (1948), «40 лет Вооружённых Сил СССР» (1958).

## Память
- На могиле установлен надгробный памятник
- Его имя увековечено в Главном Храме Вооружённых сил России, и навсегда запечатлено на мемориале «Дорога памяти»
- Почётный гражданин города Мценска (1976)[4] Орловской области.